# 山本熊吉
山本 熊吉（やまもと くまきち、慶応3年10月1日（1867年10月27日） - 大正10年（1921年）2月2日）は、日本の漢詩人、政治家。鳥取県西伯郡境町長（3代）。鳥取県会議員（議長）、郡会議員、町会議員。号碧湾。
境町長（17代）山本亮の父。

## 経歴
川店（かわみせ）と号する資産家の出身。
明治32年（1899年）7月境町長となる。
病気のため明治33年（1900年）4月町長を辞任したが、同年花町に伝染病院を建設した。更にこの年宿願の鉄道敷設工事着工に伴い、県営の荷揚場拡張工事に着手した。
明治36年（1903年）この荷揚場工事の完成と朝鮮貿易を目的として設立された境貿易株式会社への補助金確保のため。町を挙げての選挙で県会へ出、よくその任を果たした。以来連続五期を独占、県下政友会のリーダー、政財界の重鎮となった。
大正8年（1919年）第27代県会議長に就任し、折からの築港運動の先頭に立って活躍中、53歳で急逝した。

## 漢詩人として
碧湾は少年時代に村上松村（本名龍）に学び、長じて松村と共に「鷗社」を創立して漢詩の振興に努めた。大正9年（1920年）11月には「剪淞吟社（せんしょうぎんしゃ）」に加盟した。

## 家系
境地区（旧境村）には港の発展に伴って、江戸時代中ごろから転入者が増加した。明治以後は特に著しい。「山本・田中・森脇・寺本・池田」は主として島根県の隠岐・八束両郡からの転入によるものと思われる。

## その他
大正7年（1918年）の『弓浜地主会』役員名簿に熊吉の名前が載っている。明治44年（1911年）富益村以北の一町九ヵ村の地主を会員として、『弓浜地主会』が結成された。従来は小作宛口を、渡村庄司儀右衛門・大篠津村安田復四郎の二人で決めていたが、これ以降各村の代表が渡の庄司家に集まって小作宛口を相談するようになった。

## 関連人物

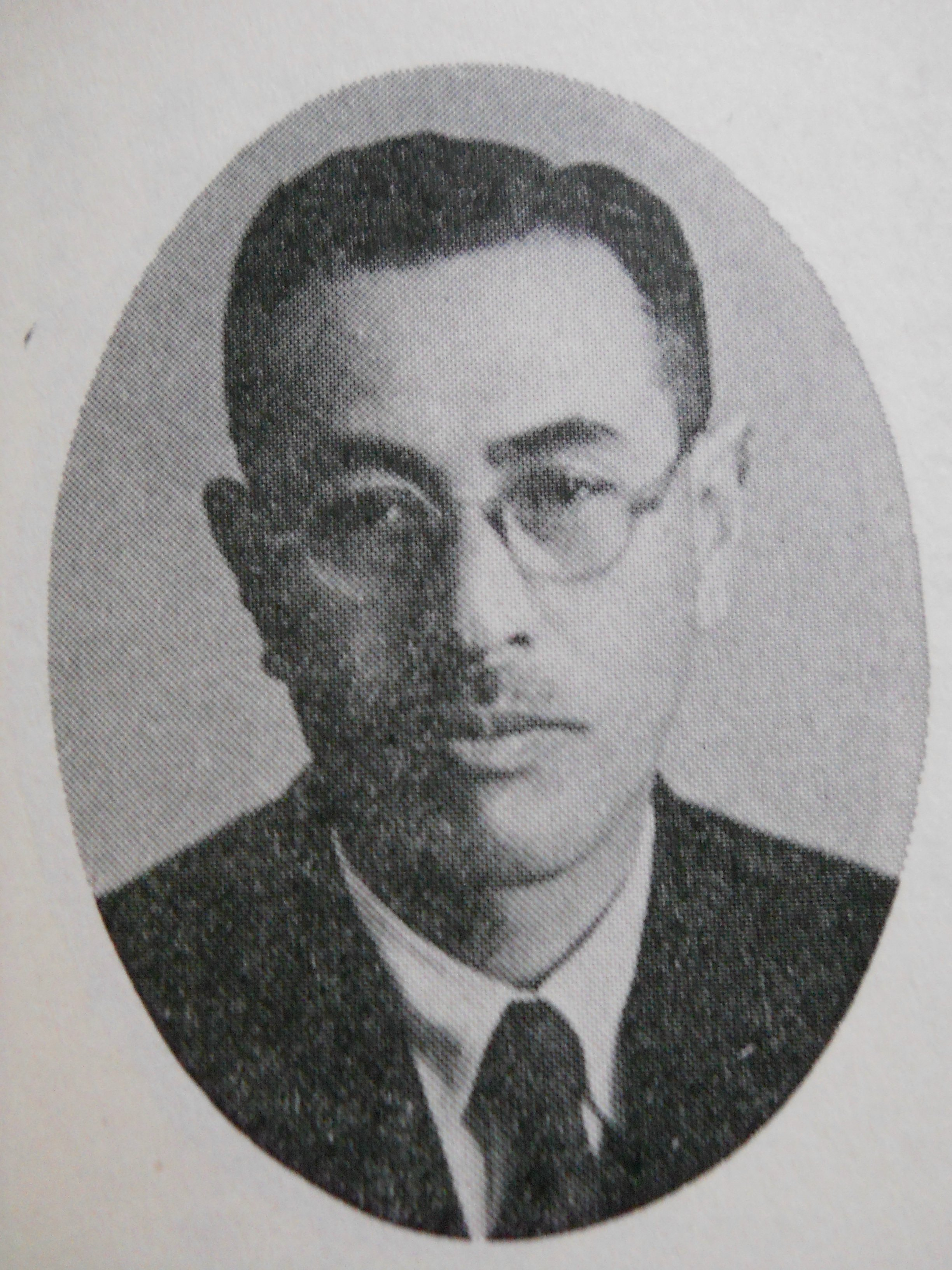
長男山本亮
（玉栄丸爆発事故の対応にあたった町長）

- 村上龍
- 山本亮